# Babka (kuchnia żydowska)

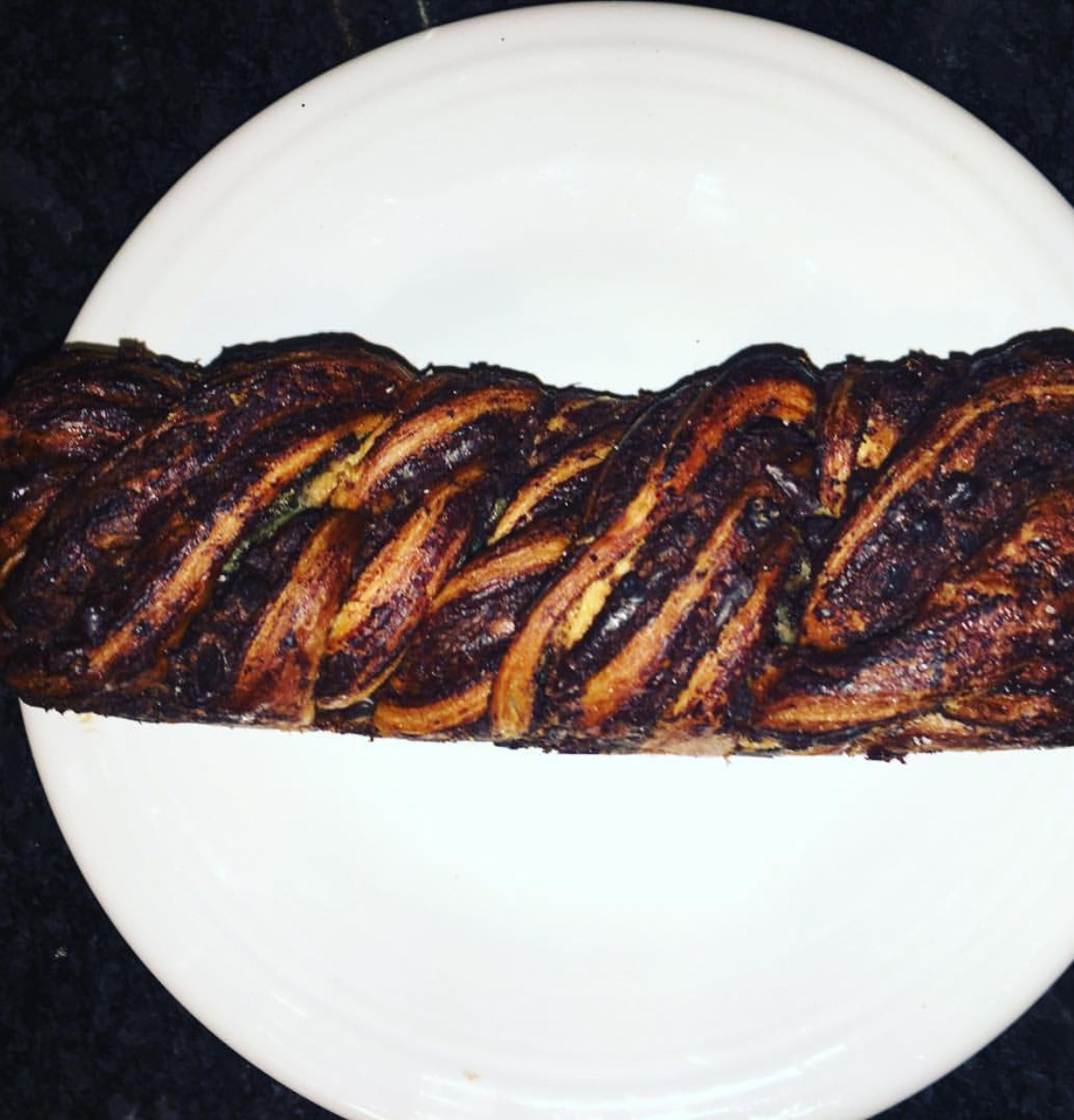
Babka

Babka jest słodkim, drożdżowym wypiekiem kuchni żydowskiej wywodzącym się z tradycji Żydów polskich i ukraińskich, którzy przywieźli zwyczaj pieczenia babki do USA w XIX w. Bardzo popularna w Izraelu i wśród społeczeństwa żydowskiej diaspory.
Babka przygotowywana jest z ciasta drożdżowego z nadzieniem czekoladowym, cynamonowym, owocowym lub serowym, zaplecionego przed pieczeniem.